# 小叉鰾石首魚
小叉鰾石首魚（学名：Stellifer minor）為輻鰭魚綱鱸形目鱸亞目石首魚科的其中一種，分布東南太平洋區，從厄瓜多至秘魯海域，棲息深度可達20公尺，體長可達25公分，棲息在沿海沙底質淺海域，可做為食用魚。
其种加词“minor”意为“较小的”。